# Jan Mittlöhner
Jan Mittlöhner, född 1902, var en tjeckoslovakisk längdskidåkare som tävlade under 1920-talet. Vid olympiska vinterspelen i Chamonix deltog han i militärpatrull och ingick i det tjeckoslovakiska laget som kom fyra.